# Trichomycterus mariamole
Trichomycterus mariamole är en fiskart som beskrevs av Barbosa och Costa 2010. Trichomycterus mariamole ingår i släktet Trichomycterus och familjen Trichomycteridae. Inga underarter finns listade i Catalogue of Life.